# 庾自直
庾自直（6世纪—618年），南朝陳、隋朝文学家，潁川郡鄢陵县人。
南朝陳羽林監庾持之子。庾自直在陳朝担任豫章王府外兵参軍、宣惠記室。南陈灭亡后入关中，没有被隋朝任用。隋朝晋王杨广听说後，召庾自直出任学士。605年（大業元年），庾自直任著作佐郎。庾自直能作文章，最得意五言詩。煬帝作文章，一定先给庾自直看，让他批評。庾自直批判的地方，煬帝于是修改，改稿再三，直到庾自直肯定，才做定稿。後以著作佐郎知起居舍人事。618年（大業十四年），宇文化及殺害煬帝率軍北上，庾自直坐在露車之中，发病而死。他参与編纂《類文》377卷，有《文集》10卷。

## 传記資料
- 《隋書·卷76 列传第41》
- 《北史·卷83 列传第71》

## 外部連結
[在维基数据编辑]
 《北史/卷083》，出自李延壽《北史》
 《隋書·卷76》，出自魏徵《隋书》